# Sibila Herófila
Herófila, también llamada la sibila eritrea, era una sibila oriunda de Marpeso en la llamada Tróade (región donde se encontraba Troya). Era hija de una ninfa y un padre mortal llamado Teodoro, que era pastor del Ida. Herófila fue quien predijo la guerra de Troya, anunciando que la responsable sería una mujer llamada Helena. Pasó la mayor parte de su vida en Samos. Se dice que compuso un himno en honor de Apolo (el dios que inspiraba las profecías).
Llevaba siempre con ella una piedra sobre la que se subía para presagiar. Esta piedra se conservó en Delfos después de su muerte y en tiempos del historiador Pausanias se mostraba a los interesados. También se enseñaba su tumba que estaba en el bosque de Apolo Esminteo. Los habitantes de Eritras decían que había nacido en su territorio, en una cueva del monte Córico.
Murió en Tróade.

Dice Pausanias al respecto:
«Hay una roca que se eleva por encima de la tierra. Sobre ella dicen los delfios que cantaba los oráculos en pie una mujer llamada Herófile y de sobrenombre Sibila. La anterior Sibila he descubierto que era tan antigua como la que más, la que los griegos dicen que es hija de Zeus y de Lamia, hija de Poseidón, y que fue la primera mujer que cantó oráculos y fue llamada Sibila por los libios».